# Prosopocera ochraceomaculata
Prosopocera ochraceomaculata là một loài bọ cánh cứng trong họ Cerambycidae.